# I Am Peter, Hear Me Roar
I Am Peter, Hear Me Roar (titulado Soy Peter, escuchad mi rugido en España y Soy Peter, el hombre en Hispanoamérica) es el octavo episodio de la segunda temporada de la serie Padre de familia emitido en FOX el 28 de marzo de 2000. El episodio está escrito por Chris Sheridan y dirigido por Monte Young. La actriz Candice Bergen fue artista invitada en el episodio.
El episodio está incluido en el pack: Freakin' Sweet Collection. El hecho de que la emisión de este episodio coincidiera con el anterior hizo que Seth MacFarlane empezara a pensar que la serie iba a ser cancelada.

## Argumento
Peter y sus vecinos reciben una notificación en sus respectivos buzones en las que se anuncia que han ganado un yate, para ello deben aguantar una sesión de multipropiedad. Una vez finalizada la charla, el vendedor que entrevista a Peter y a Lois les da a elegir entre el yate o una caja misteriosa, Lois es consciente del engaño, por el contrario, Peter acepta la caja, la cual resulta tener un par de entradas para un club de la comedia con monologuistas mediocres. En el local, Peter empieza a emborracharse y comienza a interrumpir las funciones, finalmente decide subir al escenario para contar chistes sin gracia en los que acaba insultando al público, sin embargo estos se ríen de él cuando la cerveza que llevaba en su bolsillo se desparrama por el pantalón dando la sensación de que se ha meado encima. Enseguida Peter empieza a creerse gracioso.
Continuando con su hibris, Peter cuenta un chiste sexista a sus compañeros en el trabajo, incluyendo a Sarah Bennett, una compañera que tras sentirse ofendida presenta una demanda por acoso sexual. Gloria Ironbox, la abogada de su cliente, acepta retirar los cargos si Peter acude a campamento femenino para reeducarse. Sin embargo, Peter sigue siendo igual de insensible hasta que un día comprende como sufre una mujer cuando está de parto después de caerse de un árbol (no sin antes enganchársele la parte inferior del labio en una rama y cubrirle la cabeza)   

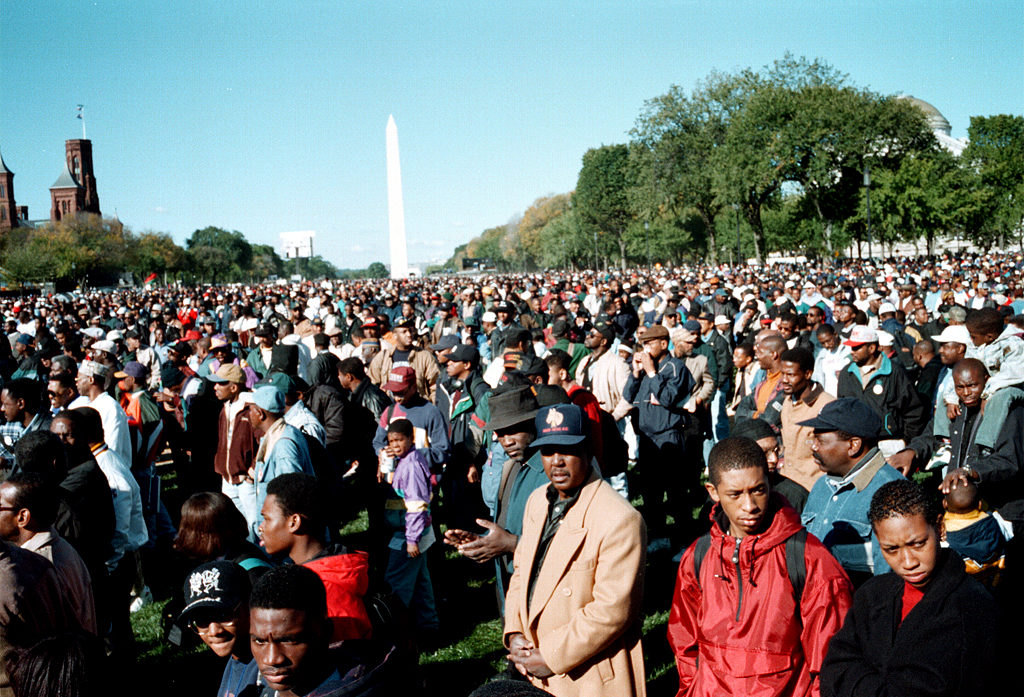
Concentración de la Marcha del Millón de Hombres de 1995. El colectivo fue referenciado en el episodio por Cleveland Brown y a continuación insultado (sin pretenderlo) por Peter.

Tras dos semanas, Peter vuelve a casa y tanto su mujer como sus hijos se percatan de que se ha vuelto muy afeminado. Al principio, Lois se encuentra reconfortable con el "nuevo yo" de su marido, sin embargo no tarda en cansarse del comportamiento ultrasensible de Peter, sobre todo cuando esta pretende insinuarse. Desesperada porque ya no la trata siquiera como a una mujer, le pide a Quagmire y a Cleveland que le ayuden a volver a ser como antes. Cleveland decide llevarle a una manifestación por la integración racial con la intención de que aprenda a respetar a los hombres, sin embargo los resultados no son los deseados, puesto que Peter, indignado por el machismo que ejercen los hombres sobre las mujeres, sube al estrado y comienza a acusar a los asistentes de ser unos insensibles, lacra social y de ser los culpables de los altos índices de criminalidad aparte de arruinar la sociedad, motivos por los que Peter opina que deberían avergonzarse, al ser todos los asistentes afroamericanos, estos malinterpretan el mensaje y le toman por un racista, por lo que Peter es perseguido por las calles.
Tras el incidente, Peter lleva a Lois a una gala feminista en la que Gloria Ironbox empieza a insultar a la mujer de este por su estilo de vida, siendo esta la razón por la que Peter no respetaba a las mujeres, por otra parte, Lois presenta discrepancias al recordarle que el feminismo se trata de elegir y que está contenta con su rol de madre y ama de casa. En cambio, Ironbox, no contenta con meterse con ella, se mete con sus hijos al creer que estarán traumatizados con la madre que tienen. Lois se enfurece y llegan a las manos que acaba en una pelea entre ambas, durante la tangana, a las mujeres se les van rompiendo los vestidos, por lo que Peter empieza a excitarse con el número de las dos, finalmente Lois consigue inmovilizar a su oponente hasta que su marido se la lleva directa a casa para tener sexo. Después del coito, Lois agradece el desahogo y comenta lo maravilloso que ha sido el momento. Su voz consigue entrar en razón a Peter, quien ya se había olvidado de que estaba en la habitación. Acto seguido, Peter le pide que le haga un sándwich, mientras Lois vuelve a estar contenta de que su marido vuelva a ser el machista de antes.

## Recepción
En 2008, Ahsan Haque de IGN, realizó una crítica del episodio en el que le puso una nota de 8,5 de 10 y comentó que el episodio estaba "escrito de manera inteligente" con "un par de las mejores escenas de la serie". Sin embargo, comentó que la sátira que se hace en el episodio puede no contentar a todos.